# Тюркизмы в украинском языке
Тюркизмы в украинском языке — слова или выражения, заимствованные украинским языком из тюркских языков.

## Версия энциклопедии «Украинский язык»
Тюркизмы — результат украинско-тюркских языковых контактов. В украинском языке насчитывается около 4 тысяч тюркизмов (без учёта собственных имён). Более половины из них — общеупотребительные: гарбуз, килим, кишмиш, отара, туман, тютюн, карий и т. п. Остальные — историзмы (башлик, бунчук, джура, канчук, опанча, осавул, сагайдак, ясир и др.), диалектизмы (байлик, бичак, гарам, кавук и др.) либо употребляются в роли экзотизмов для описания собственно тюркского быта (бай, гарем, мурза, султан, хан и др.). Группа экзотизмов является практически открытой и постоянно пополняется.
К древнейшему пласту тюркизмов принадлежат булгаризмы: болярин, ковёр, колчан, Борис. Тюркизмам древнекиевской поры булгарского, хазарского, печенежского, кыпчакского и татарского происхождения (иногда как промежуточные звенья для монгольских, персидских, арабских заимствований) свойственен фонетический переход звука а в о: богатир (кыпчак. багатыр; монг. багатур, багадур), хазяїн (древнерус. хозя; кипчак.-булгар. хузəй; перс, ходжа; араб, haggi), колимага (древнерус. колимогъ, колимагъ; древнетюрк. *калымак; монг. хальмаг), хозари, хазари (из казар, хазар), Болдині гори (з балда/балта), Бахмач/Бохмач (древнерус. Бохмитъ), козак (из казак).
Тюркизмам позднейшего времени это не свойственно — они по большей части сохраняют начальную звуковую специфику: байрак, кабак, кавун, капкан, калим, саман, чабак, ятаган и т. п.
Определённые проблемы возникают при анализе параллелизма украинских и тюркских собственных названий южной Украины: река Молочная/Сутень (тюрк. сÿт «молоко»), река Чёрная/Карасу (тюрк. кара «чорний», су «вода») и т. п.

## Версия «Энциклопедии украиноведения»
Тюркизмы приходили в украинский язык в X. —XVIII вв. в результате прямого соседства, торговых, политических и культурных связей либо реже через посредничество других языков (русского, польского и др). Некоторые тюркизмы могут также быть заимствованиями (иранизмами, арабизмами, грецизмами и др.) в самом тюркском языке, непосредственно из которого они попали в украинский язык. Украинский язык был посредником в распространении тюркизмов в западнославянские языки.
Первые праукраинско-тюркские отношения восходят ещё к общеславянским временам, когда у украинцев не было и   государство саков и масагетов доходило до Азовского или Чёрного моря, а в VII—VIII вв. в степях нынешней Украины появляются тюркские племена, входившие в племенные объединения болгар и хазар; возможно, с тех времён происходят тюркизмы каган, багатир, сан, сабля, а также суффикс -чий для образования наименований лиц по их деятельности, как кънигъчий, кърмьчий. С IX в. Киевская Русь находилась в постоянных связях с Хазарским каганатом, который тогда, может быть, доходил до Днепра, а в IX—XI вв. с печенегами, кочевавшими в степях от Дона до Дуная, торками или чёрными клобуками, а особенно в XI—XIII вв. с половцами, и от них, вероятнее от этих последних, пришли засвидетельствованные в «Слове о полку Игореве» и летописях тюркизмы: булат и харалуг, женьчуг, курган, шатро, япончица (позднее опанча), клобук (позднее ковпак), товар, кощій, чага, тлумач (в чешском в том же значении), лошадь ( лоша плохой человек в сербском), борсук, яруга, євшан, бур’ян. Много тюркизмов пришло с татарским нашествием XIII—XIV вв.: козак, ватага, сарай, чардак, базар( комисионый магазин в словацком), харч, башлик, калита, бариш, бугай, карий и др., но наиболее в казацкое время, XV—XVIII вв., от Крымского ханства и Турции в разных областях жизни. Скотоводство: чабан, отара, табун, аркан, торба, кабан, лоша, буланий, чалий, гайда; степная жизнь: байрак, комиш, лиман, туман, беркут, сарана, бакай, гарба, курінь; огородничество: баштан, гарбуз, кавун, тютюн; войско: кіш, табір, осавул, бунчук, чайка, со(га)йдак; одежда: габа, кунтуш, кобеняк, шаравари, штани, очкур, сап’ян, чоботи, постоли, тасьма, серпанок; торговля, промысел, быт и др.: чумак, аршин, могорич, майдан, чавун, казан, килим, тапчан, локша (локшина), кав’яр, кава, кобза, люлька, гайдамака, харциз, канчук, кайдани, чума; также некоторые фразеологизмы, например, калька батьки (ср. тур. ebevèyn — двойственное число от eb «батько»). Много тюркизмов есть в топонимии степной Украины (Кременчуг, Ингул, Изюм, Самара и др.). Тюркизмы обычно характеризуются гармонией гласных, недостатком группы согласных в начале слова и, по большей части, конечным ударением. Не исключена возможность тюркских влияний на фонетическое развитие украинского языка, особенно в проявлениях двуслоговой гармонии гласных (древнейшее в полногласии, например, мороз из *morzъ, позднее в смене о > а перед ударным а, например, гаразд из горазд; в укании — произношение кожух как кужух и др.), но уверенности в этом нет.